# Примера Дивисион де Боливия
Примера Дивисион де Боливия или просто Примера Дивисион е най-високото ниво на клубния футбол в Боливия. Лигата е основана през 1954 г. и към днешна дата се състои от 12 отбора. Най-успешният клуб е Боливар от столицата Ла Пас.
Турнирът се организира от Професионалната футболна лига на Боливия и се провежда в две части – Апертура (провежда се през втората половина на годината) и Клаусура (провежда се през първата половина на следващата година).